# پیناتس (فیلم ۲۰۰۶)
پیناتس (انگلیسی: Peanuts) یک فیلم کمدی بیسبال ژاپنی محصول 2006 به نویسندگی و کارگردانی  ترویوشی اوچیمورا است.